# Tanjung Priok (onderdistrict)

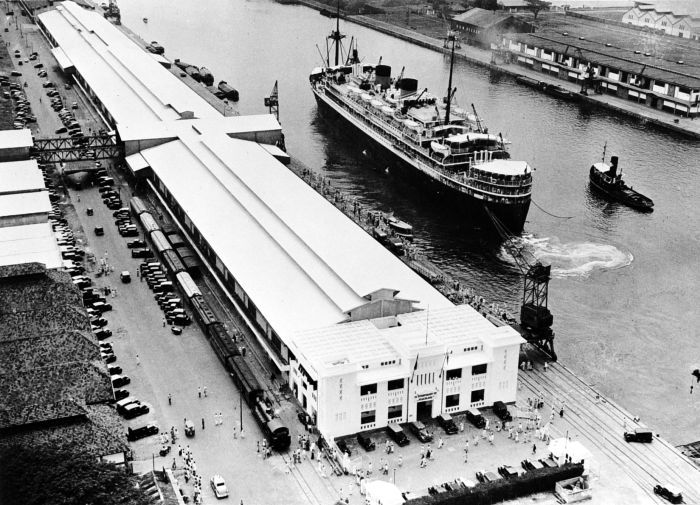
De haven van Tandjoengpriok in 1952.

Tanjung Priok (ook Tandjoeng Priok) is een onderdistrict (kecamatan) van Noord-Jakarta in het noorden van Jakarta, Indonesië en is ook de belangrijkste haven van Indonesië.
Deze oorspronkelijke aanleg van de haven dateert van tussen 1878 en 1883. Tot die tijd had Batavia slechts een kleine haven bij Pasar Ikan. Die haven was echter dermate ondiep dat grotere schepen er niet konden aanleggen. Vracht moest worden overgeladen en passagiers moesten overstappen naar kleinere schepen die wel de wal konden bereiken.
Een nieuwe haven was des te dringender vanwege de algemene trend naar grotere schepen met grotere diepgang; kleine afhaalbootjes volstonden toen niet meer.
Sinds 1885 verbindt een spoorlijn Tanjung Priok met de binnenstad van Jakarta.

## Verdere onderverdeling
Het onderdistrict Tanjung Priok is verdeeld in 7 kelurahan:
1. Tanjung Priok, postcode 14310
2. Kebon Bawang, postcode 14320
3. Sungai Bambu, postcode 14330
4. Papanggo, postcode 14340
5. Warakas, postcode 14340
6. Sunter Agung, postcode 14350
7. Sunter Jaya, postcode 14350

## Bezienswaardigheden
- De haven van Tanjung Priok
- Station Tanjung Priok